# Roller (album)
Roller è il secondo album in studio dei Goblin, realizzato dopo il successo di Profondo rosso, nel 1976.

## Il disco
Le novità del gruppo sono l'avvicendamento definitivo alla batteria di Walter Martino con Agostino Marangolo (peraltro già presente in Death Dies sul disco precedente) e l'aggiunta di Maurizio Guarini alle tastiere. L'album non è una colonna sonora e questo consente ai musicisti di esprimere tutta la creatività. Fra i brani si  annoverano la dolce Aquaman, il funk Snip Snap e la lunga Goblin, suite di 11 minuti in cui si esaltano le qualità singole e collettive del gruppo.
Successivamente il brano Snip-Snap verrà utilizzato nell'edizione italiana delle musiche del film Patrick (1978), così come le tracce Roller, Aquaman e Dr. Frankenstein in Martin di George Romero, uscito in Italia anche col titolo Wampir (1977), sostituendo di fatto la colonna sonora originale americana.

## Tracce
1. Roller – 4:41
2. Aquaman – 5:24
3. Snip-Snap – 3:38
4. Il risveglio del serpente – 3:32
5. Goblin – 11:09
6. Dr. Frankenstein – 5:55

## Formazione
- Massimo Morante: chitarre
- Fabio Pignatelli: basso
- Claudio Simonetti: tastiere
- Agostino Marangolo: batteria
- Maurizio Guarini: tastiere